# Armas Hirvonen
Armas Hirvonen (* 13. Maijul. / 25. Mai 1896greg. in Duderhof, Russisches Kaiserreich; † 30. September 1972 in Helsinki, Finnland) war ein finnischer Kameramann und Filmemacher mit estnischen Wurzeln.

## Leben
Armas Hirvonen wurde im ingermanländischen Duderhof/Дудерго́ф (finnisch Tuuteri, deutsch und schwedisch Duderhof oder Dudern; seit 1950 Moschaiski/Можайский) bei Krasnoje Selo geboren. Er war zunächst im estnischen Pärnu als Filmemacher tätig. 1931 drehte er als Regisseur den estnischen Stummfilm Öösel. Im Zweiten Weltkrieg siedelte er endgültig nach Finnland über. Dort war er in den 1940er und 1950er Jahren als Kameramann an zahlreichen finnischen Filmproduktionen beteiligt.
Daneben drehte Armas Hirvonen zahlreiche Dokumentarfilme.

## Filmografie (Auswahl)
- 1937: Juurakon Hulda
- 1938: Niskavuoren naiset
- 1938: Sysmäläinen
- 1938: Vihreä kulta
- 1939: Rikas tyttö
- 1940: Yövartija vain...
- 1941: Totinen torvensoittaja
- 1944: Anja tulee kotiin
- 1944: Suomisen Olli rakastuu
- 1945: Vastamyrkky
- 1945: Suomisen Olli yllättää
- 1945: Anna Liisa
- 1946: Nuoruus Sumussa
- 1947: Kuudes käsky
- 1948: Tuhottu nuoruus
- 1950: Hukkareissu
- 1951: Hetta nousee tuhkasta
- 1953: Kultaa ja kunniaa